# Liste des gouverneurs de Colombie-Britannique
Voici la liste des gouverneurs de Colombie-Britannique, colonie du Royaume-Uni puis province du Canada. Pour la période antérieure à cette colonie, avant 1858, voyez aussi : Liste des gouverneurs de l'Île de Vancouver, Liste des facteurs en chef de Colombie et Liste de facteurs en chef de Nouvelle-Calédonie. Après 1871, voyez : Liste des lieutenants-gouverneurs de la Colombie-Britannique.

## Gouverneurs
- 2 août 1858 - 19 novembre 1858 : Richard Blanshard (en)
- 19 novembre 1858 - 20 avril 1864 : James Douglas
- 20 avril 1864 - 10 juin 1869 : Frederick Seymour
- 10 juin 1869 - 5 juillet 1871 : Anthony Musgrave (provisoire jusqu'au 23 août 1869)